# Kommunistische Partei Lettlands
Die Kommunistische Partei Lettlands (Lettisch: Latvijas Komunistiskā partija, kurz LKP) war eine 1919 entstandene Partei in Lettland.
1904 unter dem Namen Lettische Sozialdemokratische Arbeiterpartei (Lettisch: Latvijas Sociāldemokrātiskā strādnieku partija, kurz LSDSP) als lettische Regionalorganisation der Sozialdemokratischen Arbeiterpartei Russlands gegründet nahm sie 1919 ihren bis 1991 gültigen Namen an. Von 1940 bis 1952 nannte sie sich Kommunistische Partei (Bolschewiki) Lettlands (Latvijas Komunistiskā (boļševiku) partija, LK(b)P).

## Geschichte

### 1919 bis 1940

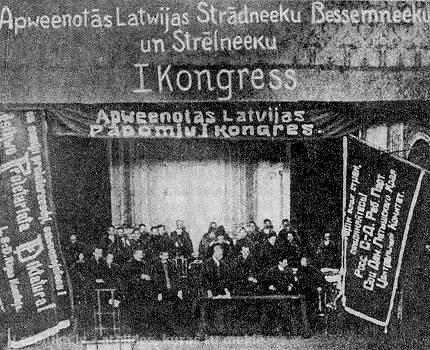
I. Parteitag der KP Lettlands

Die Partei ging aus der lettischen Sozialdemokratie, bzw. der LSDSP hervor und schloss sich der russischen bolschewistischen Partei an. Die offizielle Gründung erfolgte durch Lenin nach der Errichtung der ersten Lettischen Sowjetrepublik im März 1919. In diesem Jahr zählte die Partei 7500 Mitglieder. Erster Vorsitzender war Pēteris Stučka. Zeitweise einflussreich war auch – als Leiter des „Russischen Büros“ des ZK, das die Anbindung an die ideologisch maßgebliche KPR(B) gewährleistete, und als Sekretär des ZK – Jānis Krūmiņš. Nach dem Verlust des Staatsgebietes im Lettischen Unabhängigkeitskrieg, bestand die Partei in Russland weiter und hatte ihren Sitz in Pleskau. In der Republik Lettland war die Partei von 1920 bis 1940 verboten und agierte von Moskau gesteuert im Untergrund.

#### Großer Terror in der Sowjetunion
Im Zuge des Großen Terrors in der Sowjetunion wurde 1936 zuerst das die illegale Arbeit in Lettland leitende Auslandsbüro der KP liquidiert, später wurde das Zentralorgan aufgelöst und deren Mitglieder umgebracht. Als Ergebnis dieses Vorgehens hörte die Partei 1938 de facto auf zu bestehen. Die Masse der Mitglieder wurde unter dem Vorwand einer konterrevolutionären Spionageorganisation anzugehören im Zuge der sogenannten lettischen Operation des NKWD erschossen und in Massengräbern verscharrt.

### 1940 bis 1990
In Folge des Zweiten Weltkriegs und des Molotow-Ribbentrop-Pakts wurde Lettland 1940 als Lettische Sozialistische Sowjetrepublik Teil der Sowjetunion. Bereits im Sommer 1939 hatten die sowjetischen Behörden nach Überlebenden der Säuberungen recherchiert, um eine neue Partei ins Leben zu rufen. Diese wurde nunmehr LK(B)P genannt, wobei das B für Bolschewistisch stand. Trotz einer hohen Anzahl ethnischer Letten in führenden Positionen bestand die Parteibasis im Dezember 1940 zu etwa zwei Dritteln aus Angehörigen der lettischen Minderheiten.
Viele ehemalige Sozialdemokraten wendeten sich im Zuge einer allgemeinen Polarisierung Stalins antifaschistischer Volksfront zu. Der stalinistische Terror in Lettland erreichte mit den Deportationen vom 14. Juni 1941 einen vorläufigen Höhepunkt und wurde durch die gewalttätige deutsche Besatzung im Deutsch-Sowjetischen Krieg bis 1944 unterbrochen. Nach Kriegsende kehrten die Parteifunktionäre zurück und setzten die Sowjetisierung des Landes fort. 1952 erfolgte die Rückbenennung der Partei in LKP. Deren Mitglieder besetzten in einem Einparteiensystem alle wichtigen Positionen der LSSR.

### Parteiauflösung und Nachfolgeorganisationen
Mit Beginn der Perestroika regten sich lettische Unabhängigkeitsbestrebungen deutlicher als zuvor und führten 1990 zur Abspaltung der Lettischen Unabhängigen Kommunistischen Partei (LNKP), welche eine nationalere Politik befürwortete. Nach der Wiederherstellung der lettischen Unabhängigkeit und dem gescheiterten Augustputsch in Moskau 1991 wurde die LKP sowie ihr Parteiorgan "Cīņa" 1991 als staatsfeindlich verboten. Nachfolgepartei ist die 1994 gegründete Sozialistische Partei Lettlands. Deren Vorsitzender von 1999 bis 2015, Alfrēds Rubiks, war gleichzeitig letzter Generalsekretär des ZK der LKP und verfolgte verschiedene Pläne einer Rückbenennung der Partei samt einer Rückführung des Parteivermögens.

## Persönlichkeiten

### Politische Führung der Partei
| Amtszeit    | Bezeichnung            | Name              |
| ----------- | ---------------------- | ----------------- |
| 1940 – 1959 | Erster Sekretär des ZK | Jānis Kalnbērziņš |
| 1959 – 1966 | Erster Sekretär des ZK | Arvīds Pelše      |
| 1966 – 1984 | Erster Sekretär des ZK | Augusts Voss      |
| 1984 – 1988 | Erster Sekretär des ZK | Boris K. Pugo     |
| 1988 – 1990 | Erster Sekretär des ZK | Jānis Vagris      |
| 1990 – 1991 | Erster Sekretär des ZK | Alfred Rubiks     |

## Parteitage
| Bezeichnung     | Datum                       |
| --------------- | --------------------------- |
| I. Parteitag    | 1. – 6. März 1919           |
| II. Parteitag   | 16. – 23. Februar 1923      |
| III. Parteitag  | 7. Januar – 6. Februar 1931 |
| IV. Parteitag   | 17. – 19. Dezember 1940     |
| V. Parteitag    | 24. – 27. Januar 1949       |
| VI. Parteitag   | 27. – 29. Dezember 1951     |
| VII. Parteitag  | 20. – 22. November 1952     |
| VIII. Parteitag | 9. – 11. Februar 1954       |
| IX. Parteitag   | 17. – 19. Januar 1956       |
| X. Parteitag    | 23. – 25. Januar 1958       |

| Datum            | Bezeichnung             |
| ---------------- | ----------------------- |
| XI. Parteitag    | 12. – 13. Januar 1959   |
| XII. Parteitag   | 16. – 17. Februar 1960  |
| XIII. Parteitag  | 26. – 28. November 1961 |
| XIV. Parteitag   | 24. – 25. Dezember 1963 |
| XV. Parteitag    | 2. März 1966            |
| XVI. Parteitag   | 25. – 26. Februar 1971  |
| XVII. Parteitag  | 22. – 23. Januar 1976   |
| XVIII. Parteitag | 29. – 30. Januar 1981   |
| XIX. Parteitag   | 24. – 25. Januar 1986   |
| XX. Parteitag    | 6. April 1990           |

## Internationale Verbindungen
Von 1919 bis 1943 war die Partei Mitglied der Komintern.

## Medien
Von 1919 bis 1990 gab die Partei die Tageszeitung Cīņa (Der Kampf) heraus.

## Jugendorganisation
Die Jugendorganisation trug den Namen „Junge Kommunistische Vereinigung Lettlands“ (Latvijas Komunistiskā Jaunatnes Savienība – LKJS). 